# Tocando el cielo con las manos
Tocando el cielo con las manos es un álbum de estudio de la orquesta de salsa colombiana Niche, publicado el 23 de julio de 2013. Es el primer álbum póstumo del grupo luego del fallecimiento del director y compositor principal Jairo Varela en 2012 debido a un paro cardíaco.

## Antecedentes
En marzo de 2011, ingresa el vocalista Yan Collazo, exintegrante de Guayacán Orquesta. El 28 de marzo, mediante su cuenta oficial en Facebook, Charlie Cardona anuncia que deja la agrupación y esta vez definitivamente, ya que "es momento de cerrar un ciclo". En septiembre, se da el regreso del vocalista Julio López y se comienza a promocionar el tema Aprieta. A finales de noviembre, el vocalista Yan Collazo renuncia a la agrupación para enfocarse a su carrera como solista. A inicios de diciembre se da el segundo regreso del cantante Mauricio Cachana, esta vez como cantante oficial. Semanas después el grupo Niche se va de gira por Europa y luego regresa a Colombia para la Feria de Cali #54, donde Charlie Cardona se presenta junto al grupo en su última participación oficial.
El 8 de agosto de 2012, Jairo Varela, el director de la orquesta, fallece de un infarto en el baño de su apartamento en un edificio del sur de Cali. El liderazgo del grupo dese ese momento recae en su hija, Yanila Varela. El 27 de agosto, mediante un comunicado, se anuncia a Richie Valdés como nuevo director musical del Grupo Niche.
A mediados de febrero de 2013, se retiran de la agrupación los vocalistas Julio López y Eddy Saa; por lo que ingresan en su reemplazo Yuri Toro y Arnold Moreno.

## Lista de canciones
| N.º | Título                                                     | Escritor(es) | Intérprete(s)    | Duración |  |
| 1.  | «Tocando El Cielo Con Las Manos»                           | Jairo Varela | Elvis Magno      | 4:11     |  |
| 2.  | «Ya No Hables»                                             | Jairo Varela | Yuri Toro        | 3:47     |  |
| 3.  | «El Hijo»                                                  | Jairo Varela | Elvis Magno      | 4:45     |  |
| 4.  | «Cuatro Estrellas, Un Sol»                                 | Jairo Varela | Yuri Toro        | 3:34     |  |
| 5.  | «Tocando El Cielo Con Las Manos» (versión de Jairo Varela) | Jairo Varela | Jairo Varela     | 4:11     |  |
| 6.  | «La Novia»                                                 | Jairo Varela | Elvis Magno      | 5:08     |  |
| 7.  | «Eres Tú»                                                  | Jairo Varela | Arnold Moreno    | 3:50     |  |
| 8.  | «Robando Sueños» (segunda versión)                         | Jairo Varela | Yuri Toro        | 4:30     |  |
| 9.  | «Seducción»                                                | Jairo Varela | Arnold Moreno    | 4:06     |  |
| 10. | «Un Día Después» (segunda versión)                         | Jairo Varela | Elvis Magno      | 5:26     |  |
| 11. | «Cómo Arrancarte Una Sonrisa» (segunda versión)            | Jairo Varela | Elvis Magno      | 4:40     |  |
| 12. | «Aprieta» (segunda versión)                                | Jairo Varela | Mauricio Cachana | 5:27     |  |

| Bonus Track |                         |               |                        |          |  |
| N.º         | Título                  | Escritor(es)  | Intérprete(s)          | Duración |  |
| 13.         | «Colombia Mi Selección» | Richie Valdés | Elvis Magno, Yuri Toro | 2:50     |  |

## Créditos
- Arreglos – Richie Valdés
- Dirección musical – Richie Valdés
- Timbales – Douglas Guevara
- Bongó, Campana: Fabio Celorio
- Trompetas: Javier bahamon- Carlos Zapata-Oswaldo Ospino
- Trombónes: Ramon Benitez- Edgardo Manuel
- Voces:Elvis magno- yuri toro- arnold moreno - mauricio cachan guerrero
- bass francisco ocoro
- piano luis carlos ochoa jr